# ريك نولان
ريك نولان (بالإنجليزية: Rick Nolan)‏ (17 ديسمبر 1943 – 18 أكتوبر 2024) هو شخصية أعمال ومسير أعمال ومربي وسياسي أمريكي، ولد في 17 ديسمبر 1943 في برينرد في الولايات المتحدة. حزبياً، نشط في حزب العمال المزارعين الديمقراطيين في مينيسوتا والحزب الديمقراطي.

## مناصب
- في انتخابات مجلس النواب الأمريكي 2012، انتخب عضو مجلس النواب الأمريكي عن دائرة الدائرة الكونغرسية الثامنة لمينيسوتا [الإنجليزية]‏ وقد انضم خلال فترته النيابية (3 يناير 2013 – 3 يناير 2015) للكتلة البرلمانية الحزب الديمقراطي.
- في انتخابات مجلس النواب الأمريكي 2014 [الإنجليزية]‏، انتخب عضو مجلس النواب الأمريكي عن دائرة الدائرة الكونغرسية الثامنة لمينيسوتا [الإنجليزية]‏ وقد انضم خلال فترته النيابية [الإنجليزية]‏ (6 يناير 2015 – 3 يناير 2017) للكتلة البرلمانية الحزب الديمقراطي.
- في انتخابات مجلس النواب الأمريكي 2016، انتخب عضو مجلس النواب الأمريكي عن دائرة الدائرة الكونغرسية الثامنة لمينيسوتا [الإنجليزية]‏ وقد انضم خلال فترته النيابية [الإنجليزية]‏ (3 يناير 2017 – 3 يناير 2019) للكتلة البرلمانية الحزب الديمقراطي.
- انتخب عضو مجلس نواب مينيسوتا (1969 – 1973).
- انتخب عضو مجلس النواب الأمريكي (1975 – 1981).